# Bandera de la Regió de Múrcia
La bandera de la Regió de Múrcia està definida a l'article 4.1. de l'estatut d'autonomia de la Regió de Múrcia, en què s'estableix que:
«La bandera de la Regió de Múrcia és rectangular i conté quatre castells amb merlets en or, en l'angle superior esquerra, distribuïts de dos en dos, i set corones reials en l'angle inferior dret, disposades en quatre fileres, amb un, tres, dos i un elements respectivament; tot ell sobre fons vermell carmesí o cartagena.»
Va ser aprovada pel Consell Regional de Múrcia el 26 de març de 1979 amb el color característic de la bandera local de Cartagena.
Els quatre castells fan referència al caràcter de frontera de l'antic Regne de Múrcia, convertit en territori frontissa entre la Corona d'Aragó, Castella, el regne musulmà de Granada i el mar Mediterrani.
Les set corones simbolitzen els successius privilegis atorgats per la monarquia espanyola a l'antic Regne de Múrcia, degut als diferents favors a la causa reial. Les 5 primeres corones van ser atorgades pel rei Alfons X de Castella  en el seu privilegi del 14 de maig de 1281, quan va concedir l'emblema i el segell de Consell a la capital.
La sisena corona va ser donada pel rei Pere el Cruel, el 4 de maig de 1361, pel favor dels murcians al seu bàndol durant la lluita successòria. Finalment, la setena corona fou atorgada per Felip V el 16 de setembre de 1709 per haver-li donat suport en la seva lluita contra l'arxiduc Carles en la Guerra de Successió.

## Bandera de la Diputació provincial

Bandera de la Diputació.

L'antiga Diputació provincial de Múrcia era l'anterior institució regional prèvia a la instauració de la comunitat autònoma en 1982. La Diputació va oficialitzar una bandera el 1976. La bandera era de blau cobalt i mostrava l'escut regional.